# Europs longulus
Europs longulus es una especie de coleóptero de la familia Monotomidae.

## Distribución geográfica
Habita en Guatemala.